# Акабанэбаси (станция)
Станция Акабанэбаси (яп. 赤羽橋駅 акабанэбаси эки) — железнодорожная станция на линии Оэдо   расположенная в специальном районе Минато, Токио. Станция обозначена номером E-21. На станции установлены автоматические платформенные ворота.

## Окрестности станции
- Телевизионная башня Токио
- Парк Сиба
- Университет Кэйо

## Планировка станции
Одна платформа островного типа и 2 пути.
| 1 | ○ Линия Оэдо | Даймон, Рёгоку                 |
| 2 | ○ Линия Оэдо | Роппонги, Тотёмаэ, Хикаригаока |

## Близлежащие станции
| «      |  | Линия      |  | »             |
| ------ |  | ---------- |  | ------------- |
| Даймон |  | Линия Оэдо |  | Адзабу-Дзюбан |